# Bernard Baars
Bernard J. Baars (Ámsterdam, Países Bajos; 1946) es un exmiembro sénior de Neurobiología Teórica en el Instituto de Neurociencias de San Diego, Estados Unidos.
Se le conoce por ser el creador de la «teoría del espacio de trabajo global», un concepto de arquitectura cognitiva y conciencia humanas. Anteriormente se desempeñó como profesor de psicología en la Universidad Estatal de Nueva York, Stony Brook, donde realizó investigaciones sobre la causalidad de los errores humanos y el acto fallido freudiano, y como miembro de la facultad en el Instituto Wright.
Baars cofundó la Asociación para el Estudio Científico de la Conciencia y la revista Consciousness and Cognition, que también editó, con William P. Banks, durante «más de quince años».
Además de la investigación sobre la teoría del espacio de trabajo global con el profesor Stan Franklin y otros, Baars ha trabajado para reintroducir el tema del cerebro consciente en el plan de estudios universitario estándar y de posgrado, escribiendo libros de texto universitarios y libros para audiencias generales, enseñanza por internet, seminarios avanzados y vídeos de cursos.